# Émile Vidal

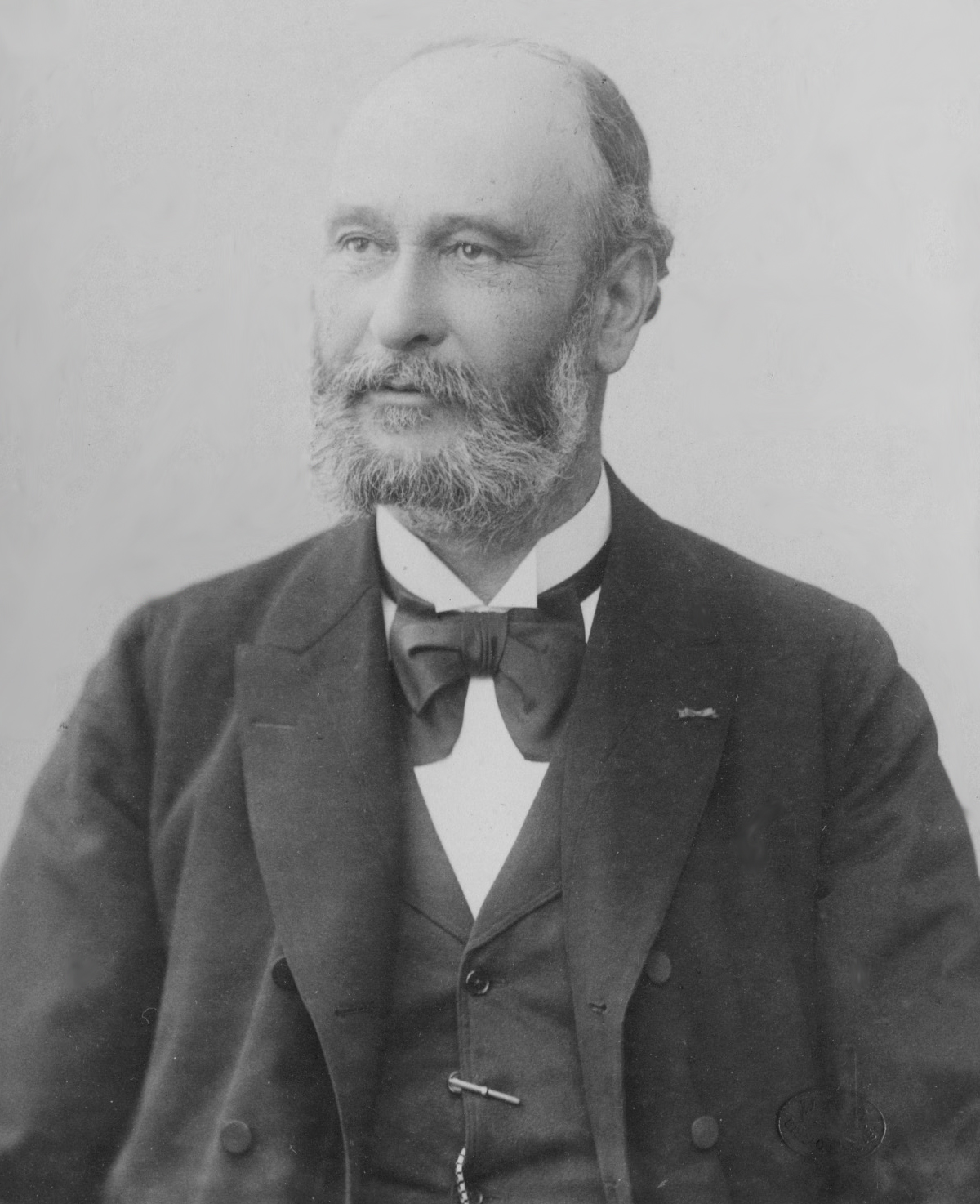
Émile Vidal

Jean Baptiste Émile Vidal (* 18. Juni 1825 in Paris; † 16. Juni 1893 ebenda) war ein französischer Hautarzt.

## Leben und Wirken
Émile Vidal studierte Medizin in Tours und Paris. 1862 wurde er Klinikarzt. Von 1867 bis 1890 arbeitete er in der Pariser Hautklinik Hôpital Saint-Louis. Er war Offizier der Ehrenlegion und wurde 1883 zum Mitglied der Académie nationale de médecine gewählt.
Er entwickelte und praktizierte eine aggressive Behandlungsmethode des Lupus vulgaris, bei der in mehreren Sitzungen die Wucherungen der Haut durch Einschnitte und Abschabungen entfernt wurden. Seine US-amerikanischen Schüler Henry Granger Piffard und George Henry Fox übernahmen Vidals Behandlungsmethode in ihre New-Yorker Praxis.

## Werke
- Du lupus / leçons de M. le Dr É. Vidal,... ; rédigées par M. Colson,... Delahaye, Paris 1879 (Digitalisat)
- Exposé des titres et traveaux scientifique. E, Martinet, Paris 1879 (Digitalisat). 1879–1882 (Digitalisat)
- Traitement chirurgical de quelques maladies de la peau. Leçon faite par … Vidal … et recueilli par Brocq … Delahaye, Paris 1881 (Digitalisat)
- Zusammen mit Henri Leloir. Symptomatologie et anatomie pathologique. Masson, Paris 1889 (Digitalisat)
- Eruption généralisée et symétrique de croûtes cornées, avec chute des ongles, d'origine blennorrhagique, coïncidant avec une polyarthrite de même nature. In: Annales de dermatologie et de syphiligraphie (1869), 1893, 3ème série, vol. 4, pp. 3–11 (Digitalisat)